# Albania na Mistrzostwach Europy w Lekkoatletyce 2018
Albania na Mistrzostwach Europy w Lekkoatletyce 2018 – reprezentacja Albanii podczas Mistrzostw Europy w Berlinie liczyła 3 zawodników (2 mężczyzn i 1 kobieta).

## Występy reprezentantów Albanii

### Mężczyźni

#### Konkurencje biegowe
| Zawodnik      | Konkurencja   | Eliminacje | Eliminacje | Półfinał | Półfinał | Finał    | Finał |
| Zawodnik      | Konkurencja   | Rezultat   | Poz.       | Rezultat | Poz.     | Rezultat | Poz.  |
| ------------- | ------------- | ---------- | ---------- | -------- | -------- | -------- | ----- |
| Franko Burraj | bieg na 400 m | 47.56      | 28.        | NQ       | NQ       | NQ       | NQ    |

#### Konkurencje techniczne
| Zawodnik      | Konkurencja | Eliminacje | Eliminacje | Finał    | Finał   |
| Zawodnik      | Konkurencja | Rezultat   | Pozycja    | Rezultat | Pozycja |
| ------------- | ----------- | ---------- | ---------- | -------- | ------- |
| Izmir Smajlaj | skok w dal  | 7,71 m     | 12.        | 7,83 m   | 10.     |

### Kobiety

#### Konkurencje biegowe
| Zawodniczka | Konkurencja                   | Eliminacje | Eliminacje | Półfinał | Półfinał | Finał    | Finał |
| Zawodniczka | Konkurencja                   | Rezultat   | Poz.       | Rezultat | Poz.     | Rezultat | Poz.  |
| ----------- | ----------------------------- | ---------- | ---------- | -------- | -------- | -------- | ----- |
| Luiza Gega  | bieg na 3000 m z przeszkodami | 9:33,11    | 2.         | —        | —        | 9:24,78  | 4.    |